# Chiesa di Santa Maria in Monserrato degli Spagnoli
La chiesa di Santa Maria in Monserrato degli Spagnoli (anticamente, Santa Maria in Monserrato degli Catalani) è un luogo di culto cattolico di Roma, situato nel rione Regola, in via di Monserrato.
È la chiesa nazionale di Spagna a Roma e, dal 2003, sede del titolo cardinalizio di Santa Maria in Monserrato degli Spagnoli.

## Storia

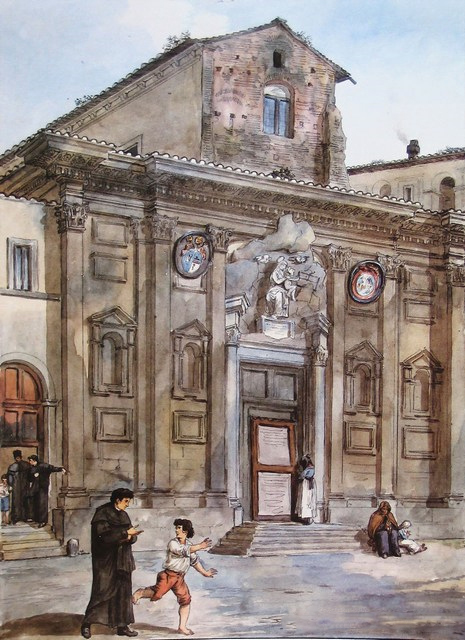
La facciata, incompiuta, in un acquarello di Achille Pinelli del 1834

Nell'anno 1354 Jacoba Ferrandes, catalana nata in Barcellona, comprò una casetta in Roma nella regione della Regola per fondarvi un ospedale per suoi connazionali, chiamato l'ospedale di san Giacomo dei Catalani. Al medesimo ospedale la fondatrice lasciò in eredità il suo patrimonio. L'esempio della pia donna fu imitato nel 1363 da Margarida Pauli di Maiorca, chi fondò un altro ospedale per inferme della sua nazione nella parrocchia di s. Tommaso, chiamato l'ospedale di s. Margherita dei Catalani, al quale lasciò tutti i suoi averi. Nel 1495 Alessandro VI fondò una confraternita della corona aragonese sotto il patrocinio di santa Maria di Monserrato, la quale si raccoglieva in una chiesa di san Niccolò detta di Corte Savella che sorgeva nell'area dell'attuale di s. Maria. Nel 1518 quella chiesa fu demolita e si cominciarono a gettare le fondamenta dell'attuale, ove erano già stabiliti i due ospedali anzidetti riuniti in un solo. La direzione della nuova costruzione viene affidata a Antonio da Sangallo il Giovane. I lavori di edificazione subirono delle interruzioni per mancanza di risorse, ma nonostante ciò gli architetti che si susseguirono (Bernardino Valperga, Francesco da Volterra, ecc.) rispettarono il progetto originale. La posa della prima pietra avvenne il 13 giugno del 1518; l'altare maggiore fu consacrato nel 1594; la volta della navata fu terminata nel 1598, ma solo nel 1675 fu completata quella dell'abside, con la realizzazione e consacrazione di un nuovo altare maggiore. Restaurata completamente nel 1818-21 e costruito ex novo l'altare maggiore, fu riconsacrata nell'anno 1822.
Nasce dalla fusione, nel 1803, di due istituzioni separate, fondate verso la fine del Medioevo come centri di accoglienza per i pellegrini spagnoli, principalmente poveri e infermi, e per legati di diversa provenienza e rango sociale. 
Una di queste, Santiago y San Ildefonso de los Espanoles in piazza Navona, fu fondata da Alfonso de Paradinas (†1485), nominato nel 1469 vescovo di Ciudad Rodrigo, e accoglieva principalmente coloro che provenivano dal Regno di Castiglia; l'altra, Santa Maria de Montserrat dels Catalans, nella strada che porta il suo nome (Via di Monserrato), coloro che provenivano dai Regni della Corona d'Aragona ed era ispirata alla Madonna venerata presso il monastero catalano di Montserrat.
Per le loro origini e attività, entrambi i centri stabilirono presto delle relazioni con le istituzioni dei due regni, acquisendo così il carattere, via via più marcato, di chiese "nazionali". Ma dopo la chiusura, nel 1798, della chiesa di Monserrato, papa Pio VII, nel 1807, approvò la sua unione canonica con quella di Santiago. Successivamente, stabilita nel 1817 la chiusura di quest'ultima e la sua vendita nel 1878, fu mantenuta come unica chiesa nazionale spagnola quella di Monserrato, alla quale era stata anteposta nel 1807 la titolarità dell'altra. Da qui la sua pomposa denominazione di Chiesa Nazionale Spagnola di Santiago e Monserrato.

## Descrizione

### Esterno

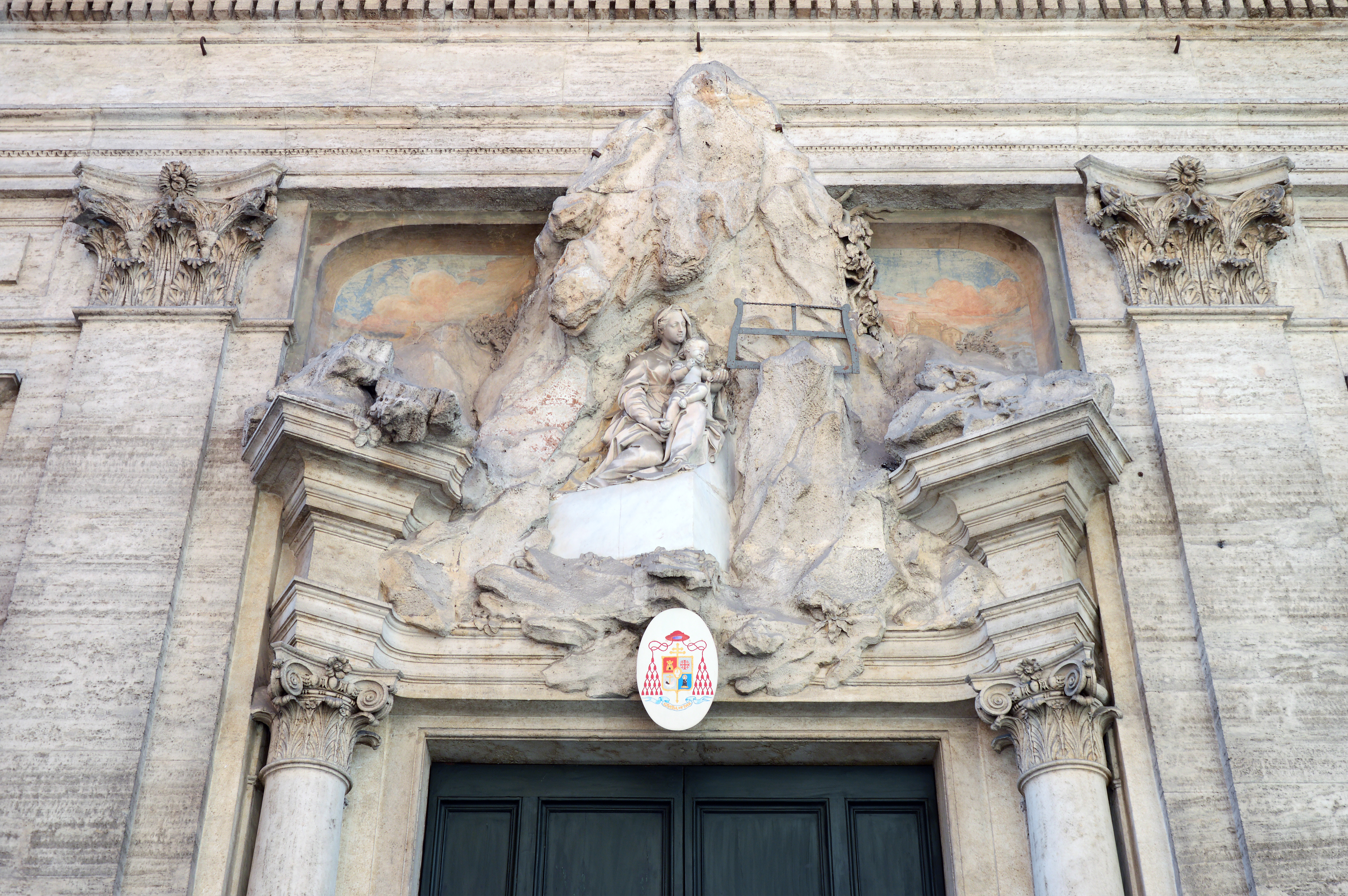
Particolare del portale con la Madonna con Bambino

La facciata, a due ordini, fu progettata dal Volterra (†1588), che costruì la metà di destra del primo ordine fra il 1582 e il 1584; la metà di sinistra è invece del 1593. Il secondo ordine appartiene a un nuovo progetto di Giuseppe Sarti del 1855 goffo e pesante nelle proporzioni.
Il portale è riquadrato da un ordine corinzio su colonne dalle basi oblique rispetto al piano di facciata con un architrave ad andamento concavo. Il fregio e la cornice appaiono spezzati ed al centro della trabeazione è presente il gruppo scultoreo di Carlo Monaldi, realizzato fra il 1673 ed il 1675: un complesso naturalistico di rocce che inquadrano il gruppo della Madonna con Bambino in atto di segare la montagna, tema iconografico della chiesa.

### Interno

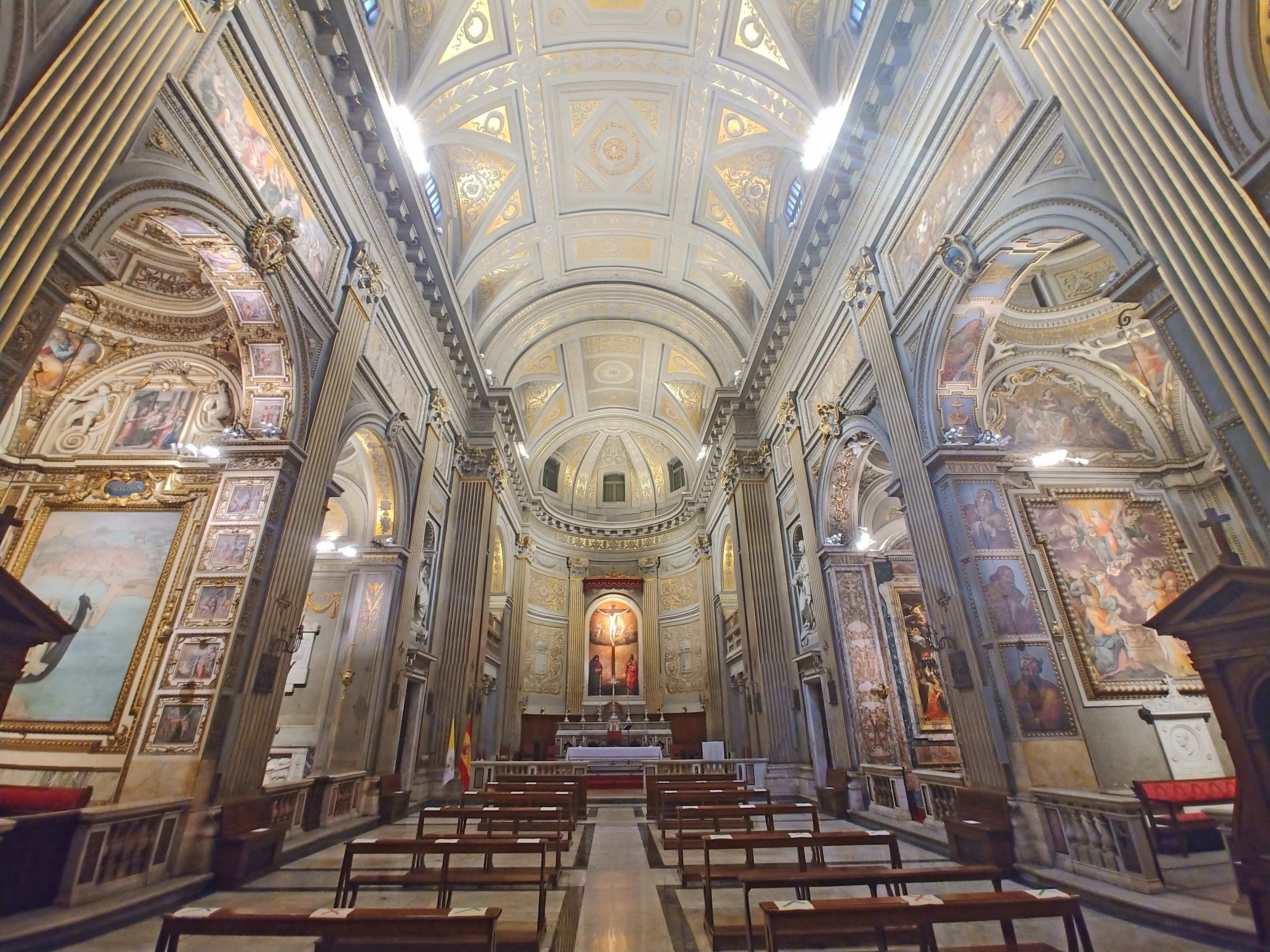
Interno

Questa è la prima chiesa di Roma progettata a navata unica rettangolare con tre cappelle per lato non passanti e un profondo presbiterio con terminazione absidale semicircolare. L'affresco al di sopra dell'arco della cappella centrale di destra, di Francesco Nappi (†1630), rappresenta il Sonno della Vergine; quello alla sinistra, di Giovanni Battista Ricci detto il Novara, l'Incoronazione di Nostra Signora.
Nelle nicchie che si aprono al di sopra delle porte laterali sono collocate le statue degli aragonesi Santa Isabella del Portogallo (†1336) e San Pietro Arbués (†1485), dello scultore aragonese Juan Adàn (†1816). La decorazione a chiaroscuro su fondo dorato, di Giuseppe Camporese e di suo nipote Pietro, risale al 1820-21. Gli scudi delle province, del 1929, sono opera del pittore Eugenio Cisterna. La Via Crucis in bronzo, del 1958, è dello scultore valenciano Carmelo Pastor.

#### Prima cappella di destra

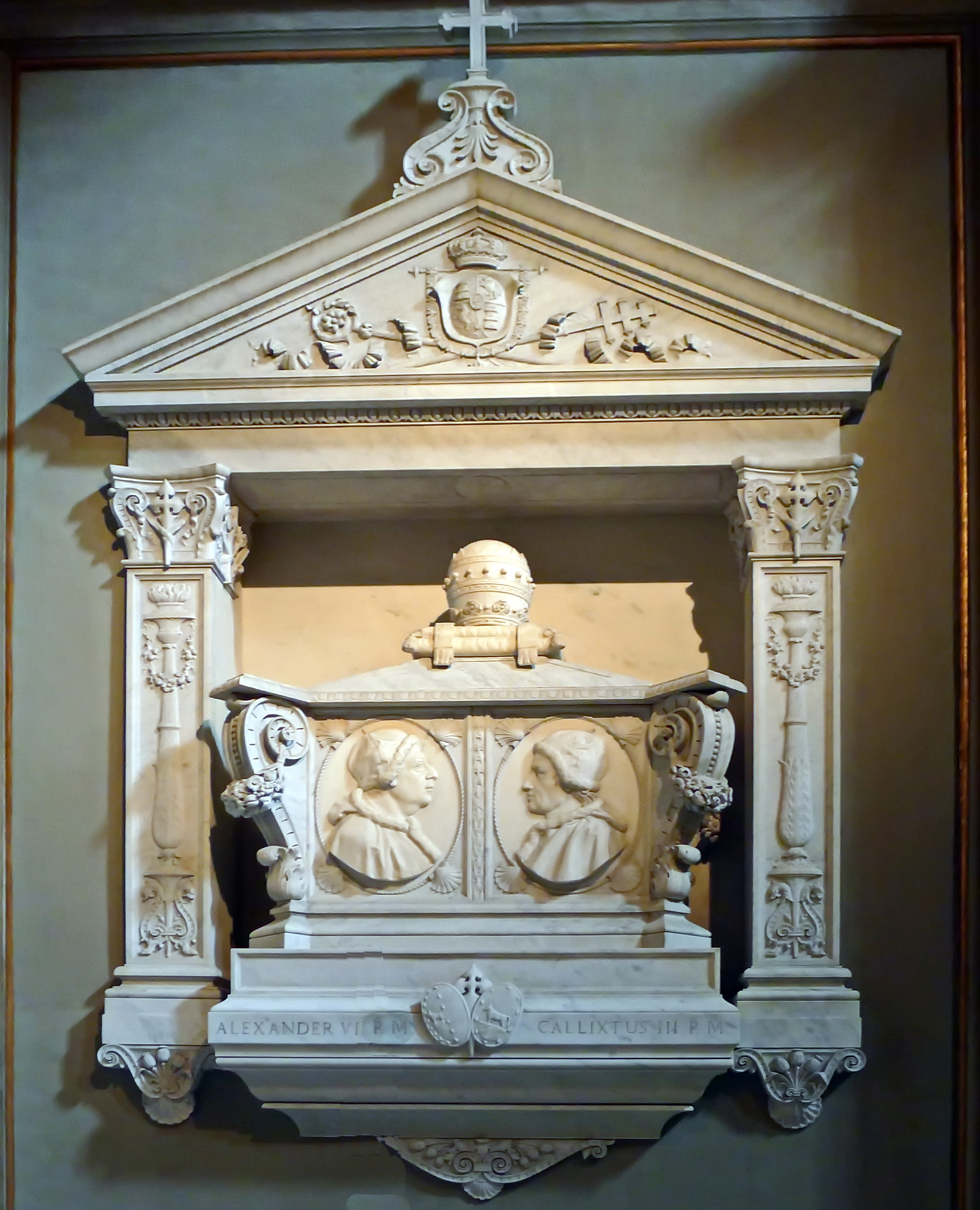
Il mausoleo Borgia

Questa cappella, dedicata in principio a San Filippo e San Nicola, fu concessa nel 1590 a Bernardino Rocci (†1599), di cui si conserva la lapide sepolcrale e, nella chiave di volta, lo stemma di famiglia. La tavola ad olio, di Annibale Carracci (†1609), rappresenta il francescano andaluso San Diego d'Alcalá (†1463) e proviene dalla cappella del banchiere spagnolo Juan Enriquez de Herrera (†1610), un tempo nella chiesa di San Giacomo degli Spagnoli (abbandonata nel 1818). A destra, il mausoleo dei due papi spagnoli della famiglia Borgia, Callisto III (1455-1458) e Alessandro VI (1492-1503), dello scultore Felipe Moratilla, terminato nel 1889. In basso, il cenotafio del Re di Spagna Alfonso XIII (†1941), i cui resti furono rimpatriati nel 1980 al Pantheon dei Re dell'Escorial, nella regione di Madrid. A sinistra, in alto, si trova il monumento sepolcrale neoclassico allo scultore catalano Antoni Solà (1787-1861), opera dello scultore José Vilches, realizzato nel 1862, e in basso, il monumento a Francisco de Paula Mora, figlio dei marchesi di Lugros, morto a Napoli nel 1842 e trasferito in questa chiesa nel 1843.

#### Seconda cappella di destra
Finanziata dal benefattore Gabriel Ferrer (†1607), la cappella conserva la sua lapide sepolcrale nel pavimento e, nella chiave di volta, il suo stemma. Fu decorata con dipinti con storie della Vergine, realizzati tra il 1624 e il 1626 da Francesco Nappi. Nell'altare, il quadro a olio de L'Annunciazione. Sulle pareti laterali, due affreschi: Nascita di Maria e Assunzione di Maria in cielo. In basso, i monumenti sepolcrali dei due Ambasciatori di Spagna morti a Roma: Julián Villalba (†1843) e Salvador de Zea Bermúdez (†1852). Le quattro lunette triangolari sono figure di angeli che recano simboli allusivi alla Vergine, e in una di queste la Visita di Maria a Elisabetta. Sotto l'arco e nei pilastri, alcuni ritratti di profeti e simboli mariani; nella cupola si venera l'immagine di Santa Cecilia e nel timpano quella del Padre Eterno.

#### Terza cappella di destra

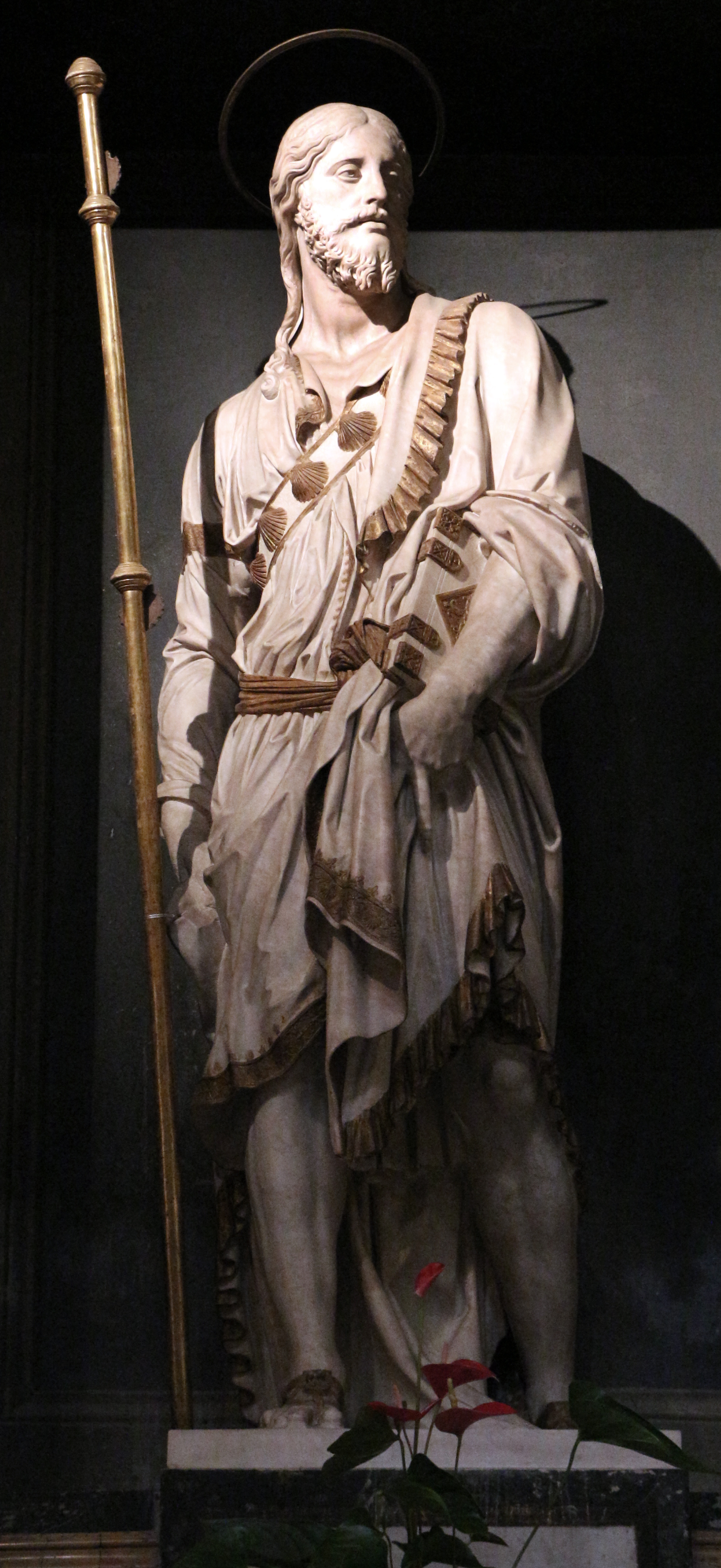
Jacopo Sansovino, San Giacomo Maggiore

La decorazione, realizzata nel XVII secolo dai canonici saragozziani Antonio Francés e Miguel de Cetina, è la più ricca di marmi policromi, conforme al progetto del suo ultimo artefice Francisco Gòmez Garcìa, canonico di Barcellona (†1778). Il quadro dell'altare, di Francisco Preciado de la Vega (†1789), raffigura la Vergine del Pilar con l'apostolo San Giacomo e San Vicente Ferrer prostrato ai suoi piedi. Il quadro di destra, dipinto da Francesco da Castello intorno al 1598, rappresenta la Assunzione di Maria in cielo, mentre quello di sinistra il Trionfo dell'Immacolata Concezione, opera del pittore Louis Cousin (alias Luigi Primo Gentile) del 1663. Entrambi i quadri provengono da Santiago.

#### Terza cappella di sinistra
Questa cappella, voluta per sé e la sua famiglia dal canonico Francisco Robuster (†1570), era dedicata al Santissimo Crocifisso. Nel 1882 fu collocata al suo interno la statua di San Giacomo il Grande, Patrono di Spagna, di Jacopo Tatti detto il Sansovino, commissionata dal cardinale Jaume Serra (†1517) per la sua cappella in Santiago. La conchiglia è un'aggiunta del 1822, non prevista dall'artista. Dello scultore A. Solà è invece il monumento sepolcrale di Félix Aguirre (†1832) e di José Alvarez Bouguel (1805-1830), e quello dell'Ambasciatore di Spagna Antonio Vargas Laguna (†1824). A sinistra, nella parte inferiore, è posta la tomba del vescovo Alfonso de Paradinas e a destra quella di Juan de Fuensalida (†1498) vescovo di Terni e segretario del papa Alessandro VI, attribuite entrambe ad Andrea Bregno (†1503).

#### Seconda cappella di sinistra
Ceduta al vescovo di Malta, il catalano Tomàs Gargall (†1614), il cui stemma appare nella decorazione, la cappella è dedicata a Santa Maria del Monserrato, cui è intitolata la chiesa. La statua della Vergine, dello scultore catalano Manuel Martí Cabrer (†1951), copia di quella del monastero benettino di Montserrat, in Catalogna, è un dono dei monaci offerto nell'Anno Santo 1950 e fu solennemente benedetta da papa Pio XII. Tanto i due affreschi laterali: La navigazione di San Raimondo di Penafort e la rappresentazione ideale de La Montagna Sacra quanto gli evangelisti delle due lunette sotto la cupola e le scene mariane sotto l'arco sono attribuite a G.B.Ricci da Novara. Gli stucchi, invece, a Francesco Bizzaccheri († c.1720).

#### Prima cappella di sinistra
Il gruppo scultoreo in marmo che dal 1821 si venera in questa cappella, dedicata prima a Santa Eulalia di Barcellona, rappresenta Anna, la Vergine e il Bambin Gesù e fu scolpito nel 1544 dal fiorentino Maso del Bosco (Tommaso Boscoli) su commissione del sacerdote sivigliano Pedro de Velasco. Nella colonna di destra è collocato un coevo Tabernacolo degli Olii Santi della fine del XV secolo, attribuito allo scultore milanese Luigi Capponi, discepolo di Andrea Bregno. Entrambe sono opere provenienti da Santiago. Nella parete destra, il monumento sepolcrale neoclassico, di autore anonimo, dell'Ambasciatore di Spagna Josè Narciso Aparici Soler, morto a Roma nel 1845.

#### Presbiterio e abside

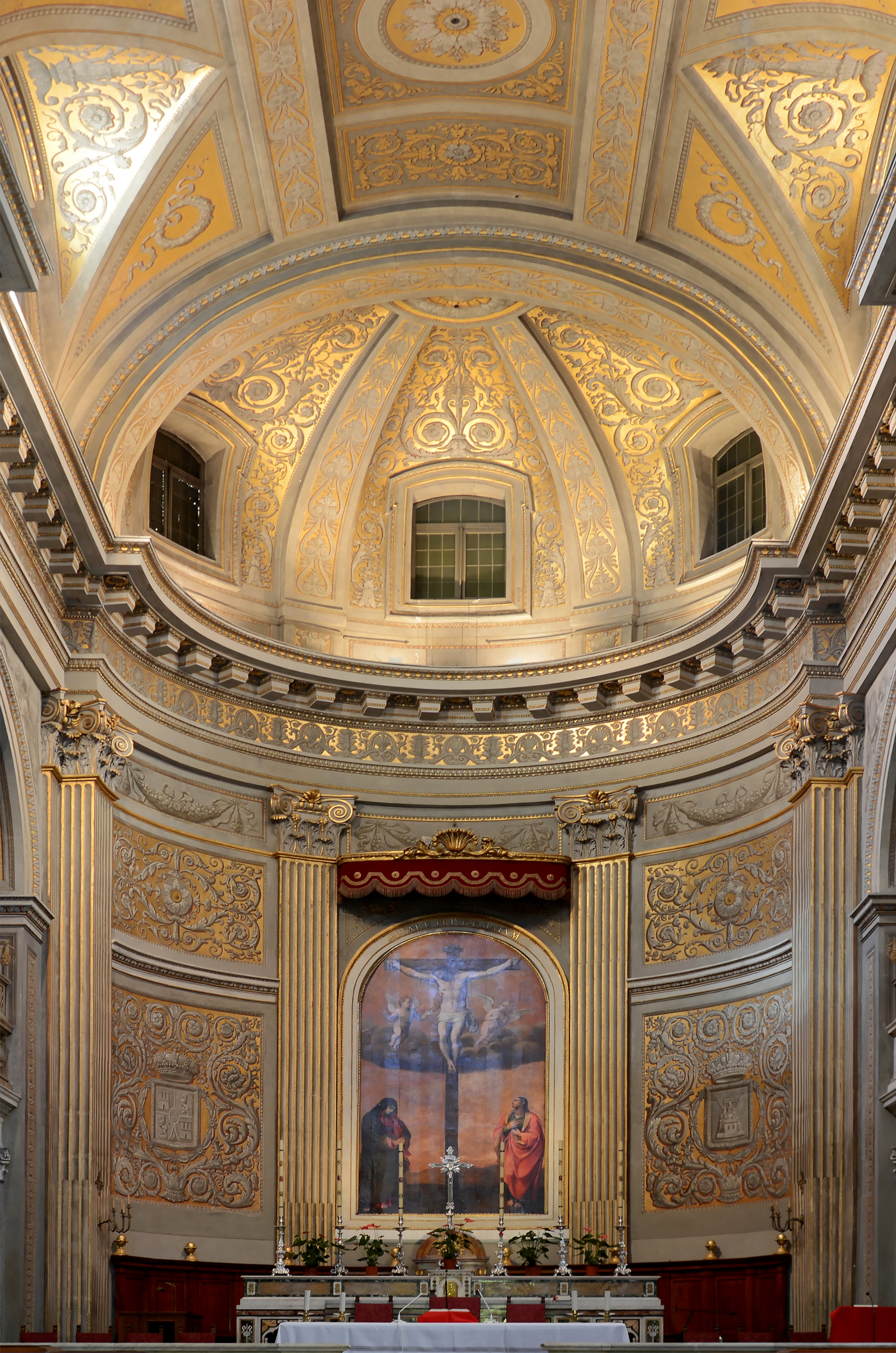
Abside

Terminante con un'abside ampia e profonda, il presbiterio è il luogo della chiesa maggiormente modificato nel XIX secolo: l'altare e la balaustra furono completamente rifatti e in parte anche il coro dei cappellani. Dietro l'antico altare maggiore in marmi policromi, sulla parete di fondo centro dell'abside, è collocata la tavola ad olio de La Crocifissione, di Girolamo Siciolante da Sermoneta, dipinto nel 1564-65 per la chiesa di Santiago. L'altare post-conciliare è molto semplice ed è costituito da una mensa il legno scuro sorretto da due colonnine. Ai due lati del presbiterio, inserite dentro due profonde arcate, vi sono le cantorie, costruite nel 1828-29, con colonne corinzie di marmo di Carrara e dell'Isola d'Elba e opera di Pietro Camporese il Giovane. Sia le pareti, sia le volte dell'abside sono decorate con stucchi dorati e bianchi di gusto barocco. Il presbiterio è diviso dalla navata tramite una sobria balaustra marmorea ottocentesca.

#### Organo a canne
Sulle due cantorie del presbiterio della chiesa si trova l'organo a canne, costruito nel 1929 da Giuseppe Migliorini con materiale fonico di un precedente strumento del XIX secolo. A trasmissione elettropneumatica, dispone di 27 registri per un totale di 1752 canne. La sua consolle è situata a pavimento nel presbiterio ed ha due tastiere e pedaliera.

### Chiostro
Il chiostro venne costruito agli inizi dell'Ottocento su progetto di Giuseppe Camporese e alloggia tombe e sculture dalla chiesa di San Giacomo; tra queste il sepolcro del vescovo Giovanni de Mella (1467) e quello del vescovo Giacomo (1484), il monumento funebre del vescovo Francisco da Toledo (1479), pietra tombale del vescovo Roderico Sanchez (1551), vescovo Gabriele Mer. Gienn (prima metà del Cinquecento), il sepolcro di Diego Valdes (1506), di Ferdinando da Cordova (1486), la pietra tombale di Pedro Suárez e di Alvaro Guzman (XVI secolo); il sepolcro di donna Maria del Carmine Gutierrez de los Rios y Zapata (1855). Altre opere sono presenti nel vestibolo del chiostro, tra cui il sepolcro di monsignor Pedro Montoya, opera giovanile di Gian Lorenzo Bernini del 1612. Il cortile rinascimentale è attribuito ad Antonio da Sangallo.

## Galleria d'immagini

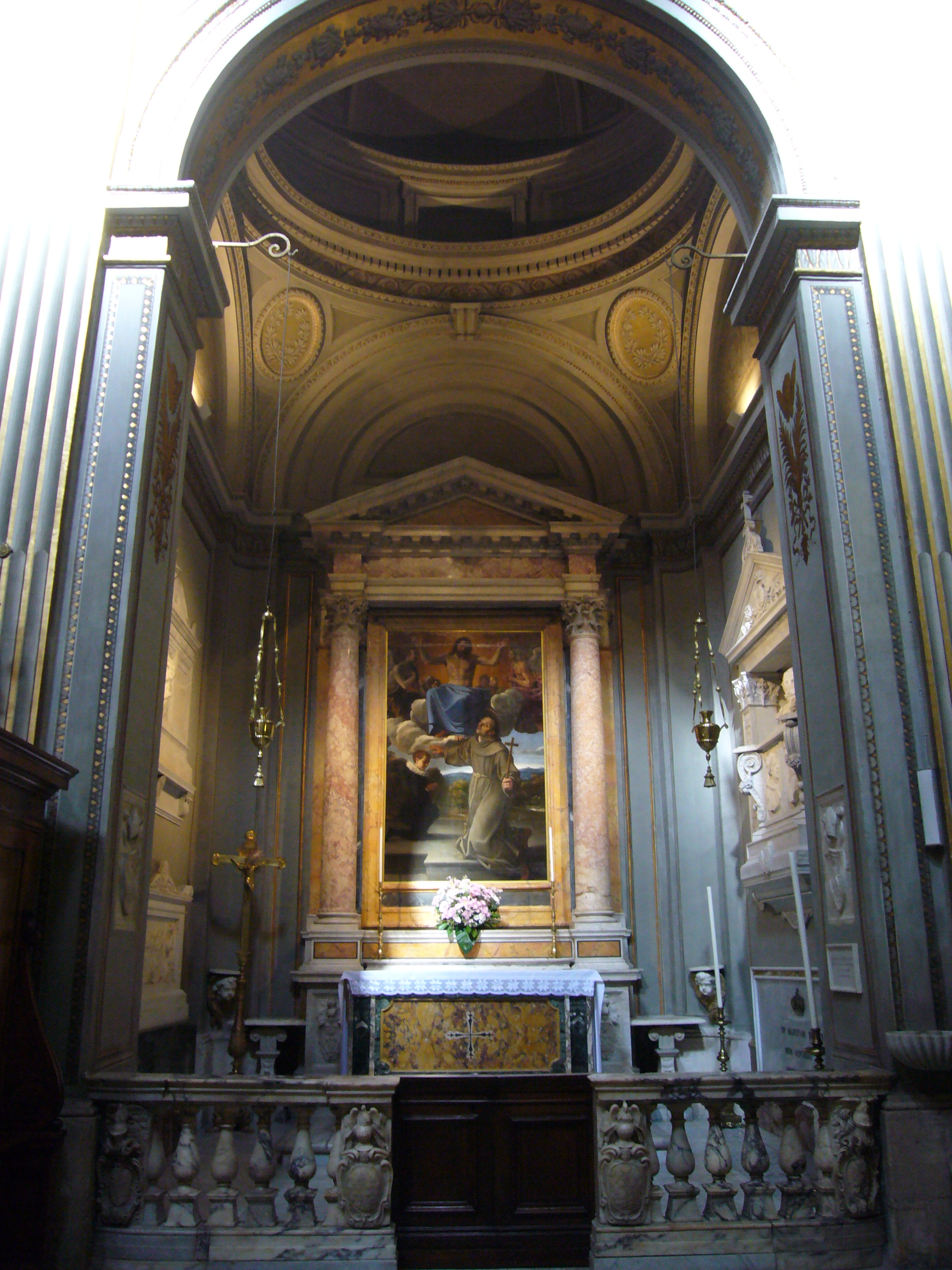
Prima cappella di destra
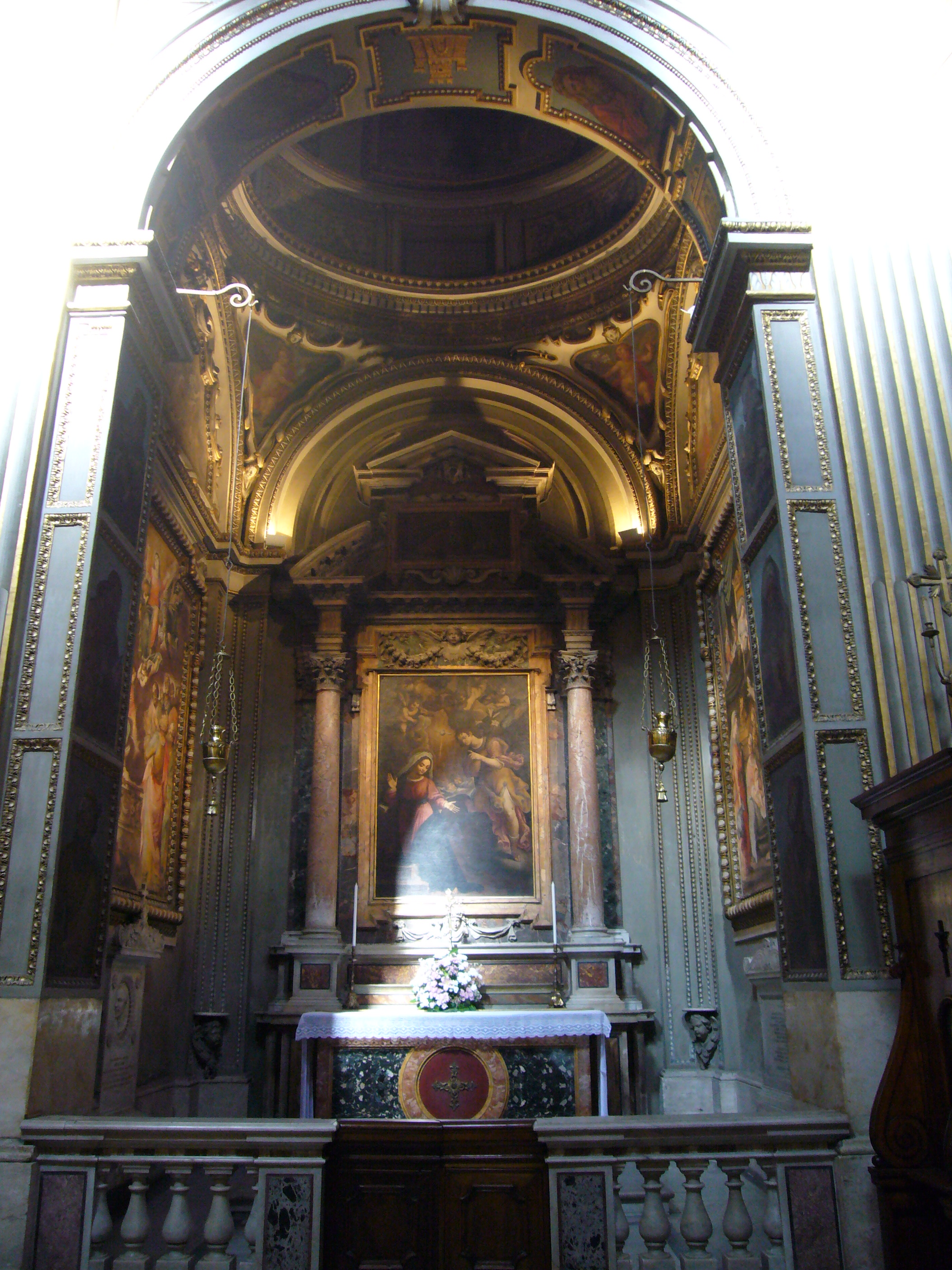
Seconda cappella di destra
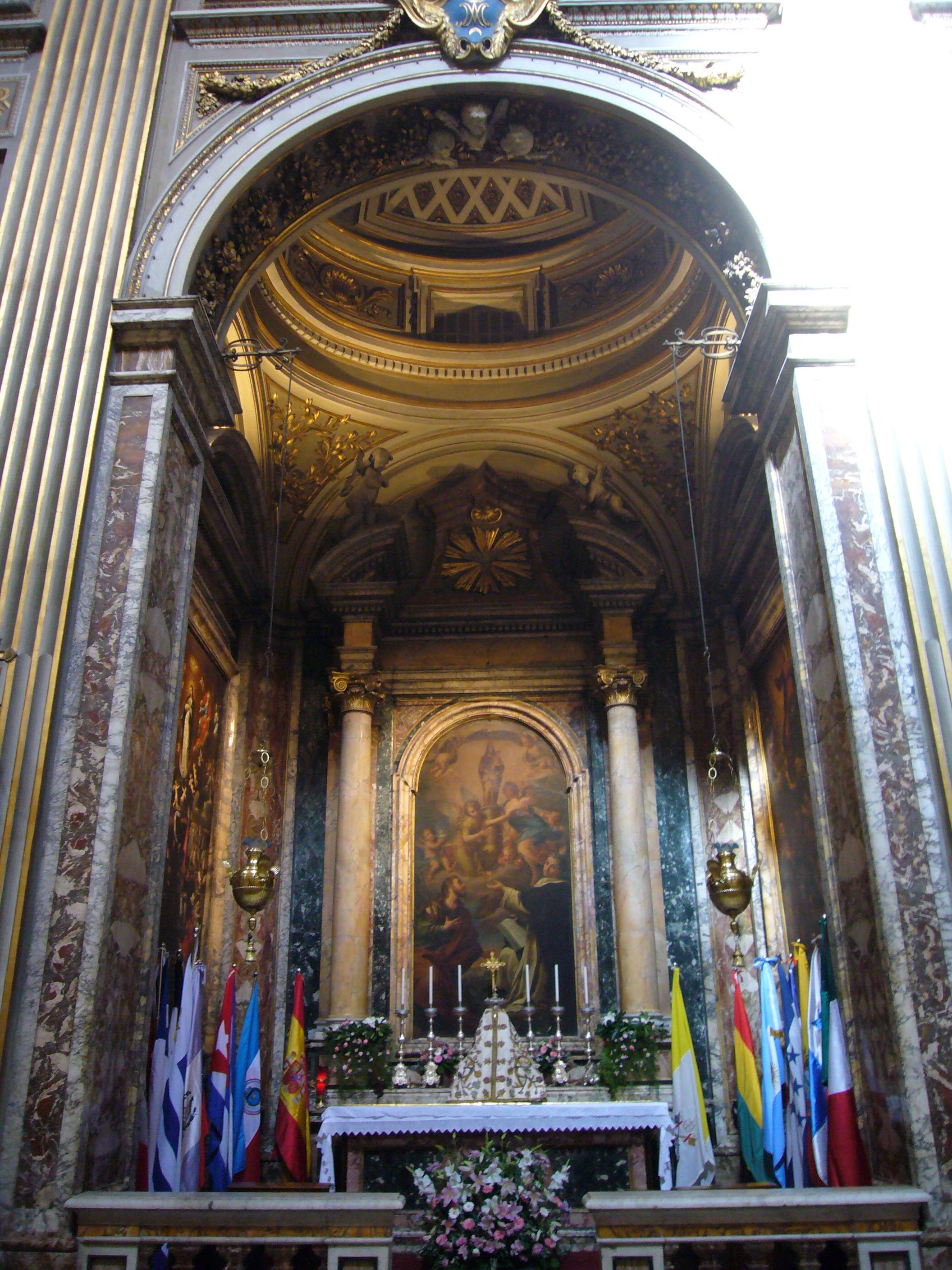
Terza cappella di destra
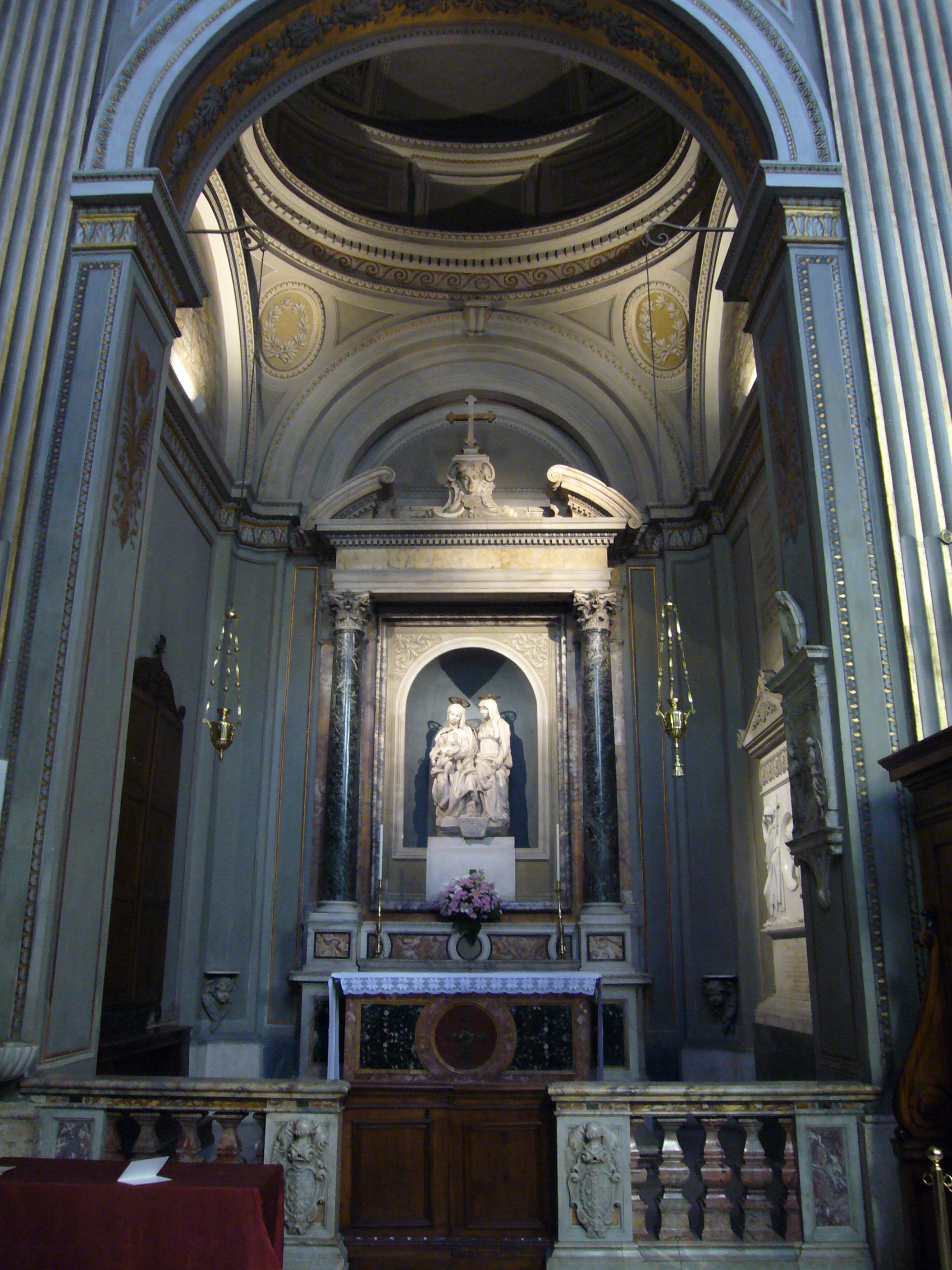
Prima cappella di sinistra
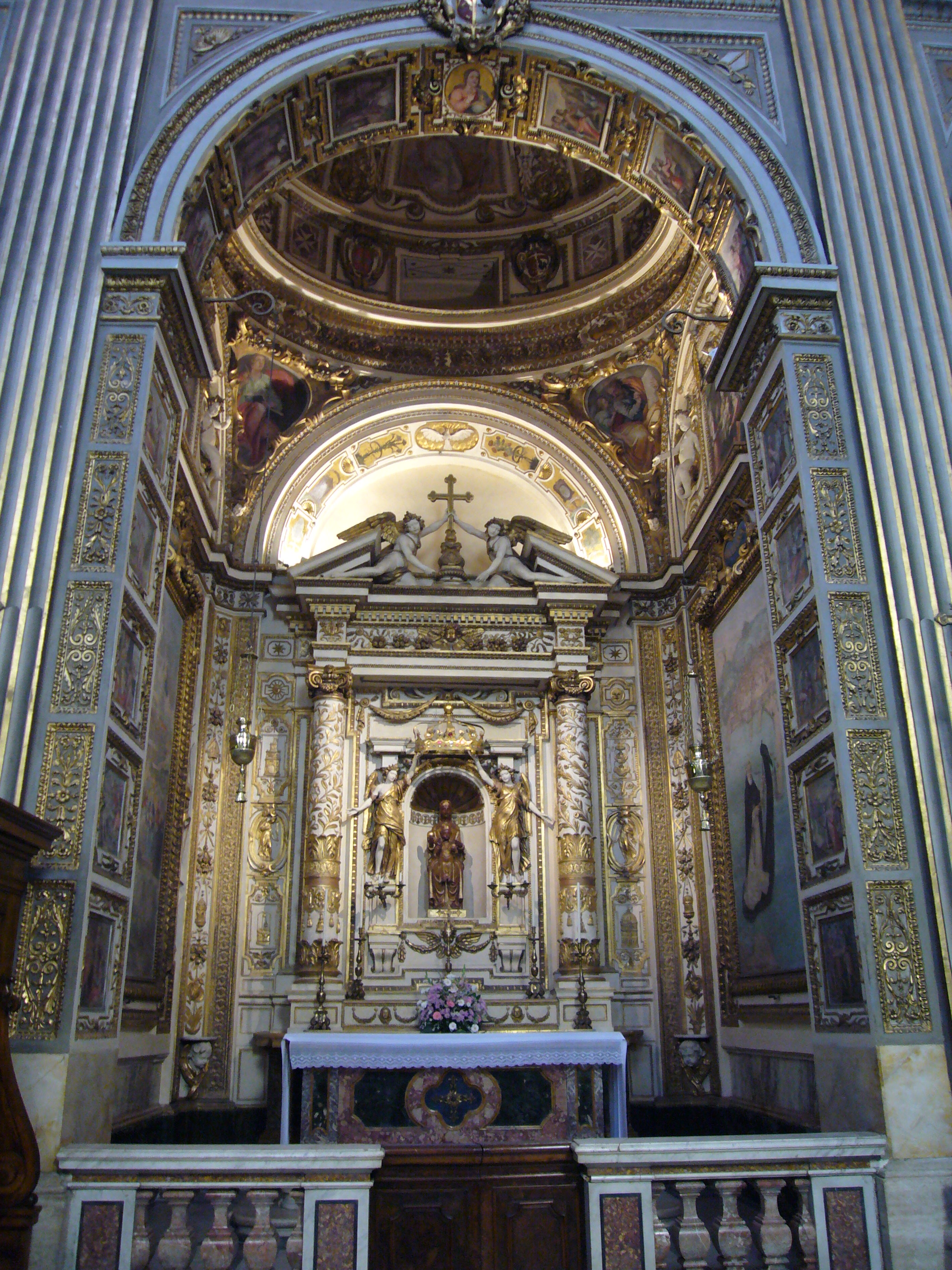
Seconda cappella di sinistra
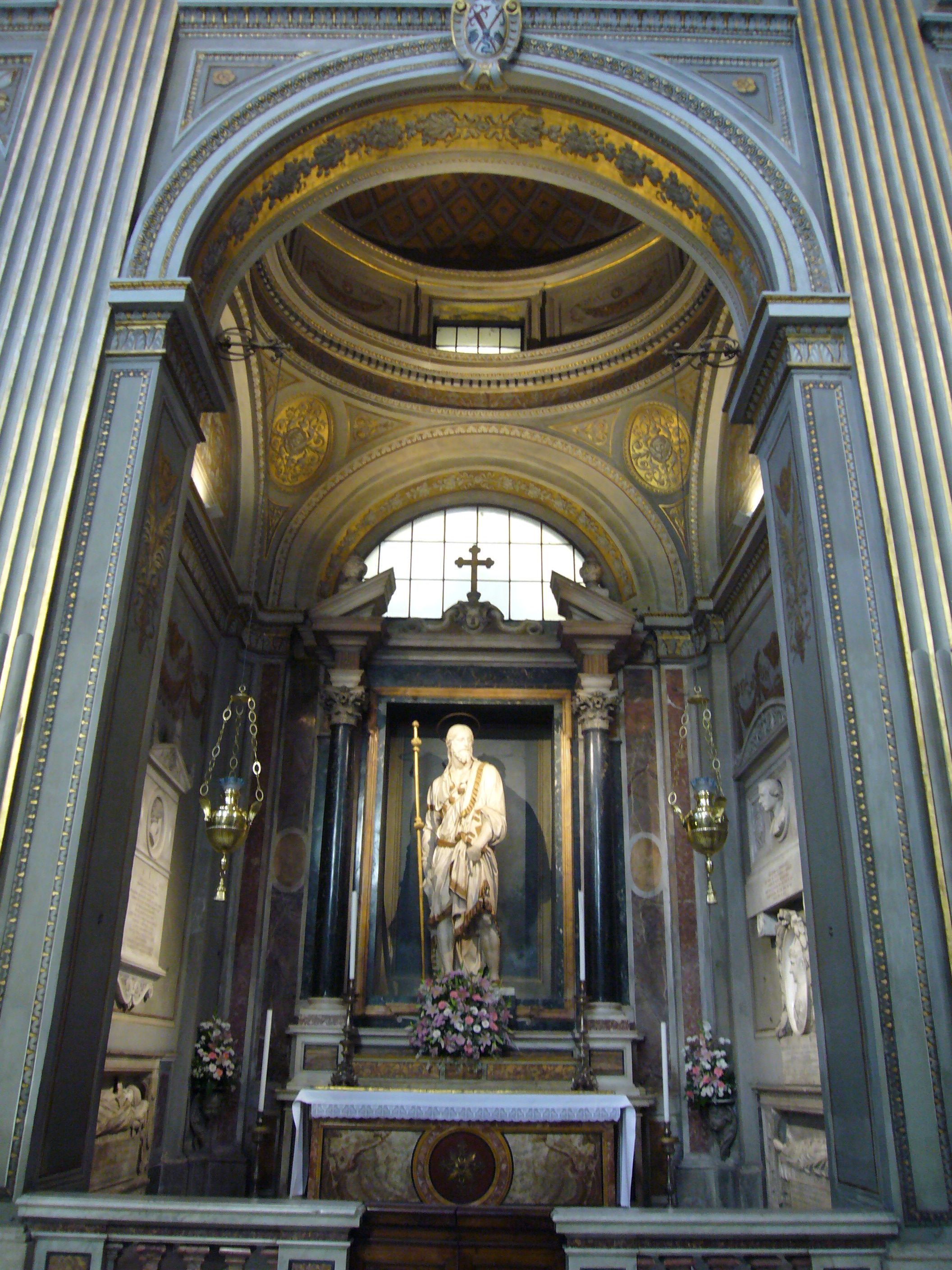
Terza cappella di sinistra